# Ranunculoideae
Ranunculoideae es una subfamilia de plantas de flores perteneciente a la familia Ranunculaceae que tiene las siguientes tribus y géneros.

## Tribus y géneros
- Tribu: Actaeeae
  - Géneros: Actaea - Anemonopsis - Beesia - Eranthis
- Tribu: Adonideae
  - Géneros: Adonis - Callianthemum - Megaleranthis - Trollius
- Tribu: Anemoneae
  - Géneros: Anemonastrum - Anemone - Archiclematis - Barneoudia - Clematis - Eriocapitella - Metanemone - Naravelia - Oreithales - Pulsatilla
- Tribu: Caltheae
  - Géneros: Calathodes - Caltha
- Tribu: Delphinieae
  - Géneros: Aconitum - Consolida - Delphinium
- Tribu: Helleboreae
  - Género: Helleborus
- Tribu: Nigelleae
  - Géneros:Garidella - Komaroffia - Nigella
- Tribu: Ranunculeae
  - Géneros: Aphanostemma - Arcteranthis - Callianthemoides - Ceratocephala - Hamadryas - Krapfia - Kumlienia - Laccopetalum - Myosurus - Paroxygraphis - Peltocalathos - Ranunculus - Trautvetteria

- Datos: Q6272069
- Multimedia: Ranunculoideae / Q6272069
- Especies: Ranunculoideae